# Thomas Cermak
Thomas Cermak (* 7. Juli 1967 in Dresden) ist ein deutscher Schauspieler.

## Leben

### Herkunft, Jugend und Ausbildung
Thomas Cermak wurde in Dresden-Johannstadt geboren und wuchs mit seinen 3 Geschwistern und Eltern in der Dresdner Südvorstadt auf. Nach dem Schulabschluss absolvierte er ab 1984 eine Ausbildung zum Bauzeichner. 1986 entschied er sich für eine künstlerische Laufbahn und begann im September 1988 ein Schauspielstudium an der Hochschule für Schauspielkunst Ernst Busch in Rostock. 1992 schloss er sein Studium mit einem Diplom ab, wurde aber schon bereits 1991 im heutigen "Junges Staatstheater Berlin" engagiert.

### Privates
Die Zeit nach seinem Studium verbrachte Thomas Cermak überwiegend in Berlin, mit Zwischenstopps in Schwarzburg und Gießen. Er hat zwei Töchter und wohnt seit 2005 in Heidelberg.

## Karriere
Bereits 1991 wurde Thomas Cermak am Jungen Staatstheater Berlin engagiert. Ab 1995 arbeitete er als freiberuflicher Schauspieler und gastierte an zahlreichen Stadt- und Staatstheatern, darunter in Leipzig, Bielefeld, Gelsenkirchen, Gießen, Oberhausen, Krefeld, Mönchengladbach, Osnabrück, Kempten, Aalen, Pforzheim, Karlsruhe, Darmstadt, Wiesbaden, Hamburg, München und Heidelberg.
Von 1997 bis 1999 initiierte Cermak als Produzent, Regisseur und Schauspieler das Schwarzburger Sommertheater in Thüringen. Von 2000 bis 2003 war er Ensemblemitglied von Andrej Worons Theatr Kreatur in Berlin.
Seit 2019 hat Thomas Cermak einen Lehrauftrag an der Theaterakademie Mannheim inne.
Im September 2021 nahm Thomas Cermak am Monologos Theaterwettbewerb in Bozen auf Schloss Maretsch teil und gewann dort in der Kategorie Klassische Monologe den ersten Platz mit seiner Interpretation des Jupiter aus Amphitryon von Heinrich von Kleist.
Seit 2022 übernimmt er auch erlebnispädagogische Aufgaben im Rahmen der Spiel-Schau!, einem Programm, das Jugendlichen die Welt des Theaters spielerisch näher bringt.

## Filmografie (Auswahl)
- 1992: Werner von Siemens (ARD)
- 1994: Das Versprechen (Kinofilm, Bioskop-Film GmbH Produktion München)
- 1996: Reise ins Dunkle (Arte/ZDF)
- 1997: Rosa Roth: Die Stimme (ZDF)
- 1998: Tatort: Money! Money! (ZDF)
- 1998: Fieber - Ärzte für das Leben: Tödliche Lust (SAT1)
- 1999: Sturmzeit: Teil 4 (ZDF/ORF/RAI)
- 2001: Russenlift (ZDF)
- 2001: Streit um drei (ZDF)
- 2002: Befreite Zone (ZDF)
- 2003: Aus der Tiefe des Raumes (Kinofilm, Filmproduktion schlicht und ergreifend München)
- 2008: Das Brautkleid (Arte)
- 2020: Flussbaumeister (SWR/arte)